# Ziel (film)
Ziel (Russisch: Душа; Doesja) is een Sovjet - muzikaledramafilm uit 1981 die door Aleksandr Borodjanski geschreven en door Aleksandr Stefanovitsj geregisseerd werd. Sofia Rotaru speelt de belangrijkste rol, naast Michail Bojarski en de muzikale groep Masjina Vremeni (Tijdmachine). De film kenmerkt filosofische dialoogscènes, betreffende de zelf-kritiek van een kunstenaar, de existentiële benadering van de gulden middenweg tussen artistieke verwezenlijking en eerbied voor menselijke waardigheid.

## Verhaal

### Rolverdeling
| Acteur        | Personage          | Opmerkingen |
| ------------- | ------------------ | ----------- |
| Sofia Rotaroe | Viktoria Svobodina | zangeress   |

## Ontstaan
Mosfilm had het plan opgevat om voor een laag budget een filmversie op te nemen van Aleskander Borodjanski scenario Recital.

## Ontvangst en impact
De film ging op 1 maart 1981 in Moskou in première, en een week later in Kiev. In het mount na de première bracht de film 45,000,000 besicher op.

## Trivia
- Ziel is de eerste sovjetfilm featuring musicalische videoclip.